# Année cruciale

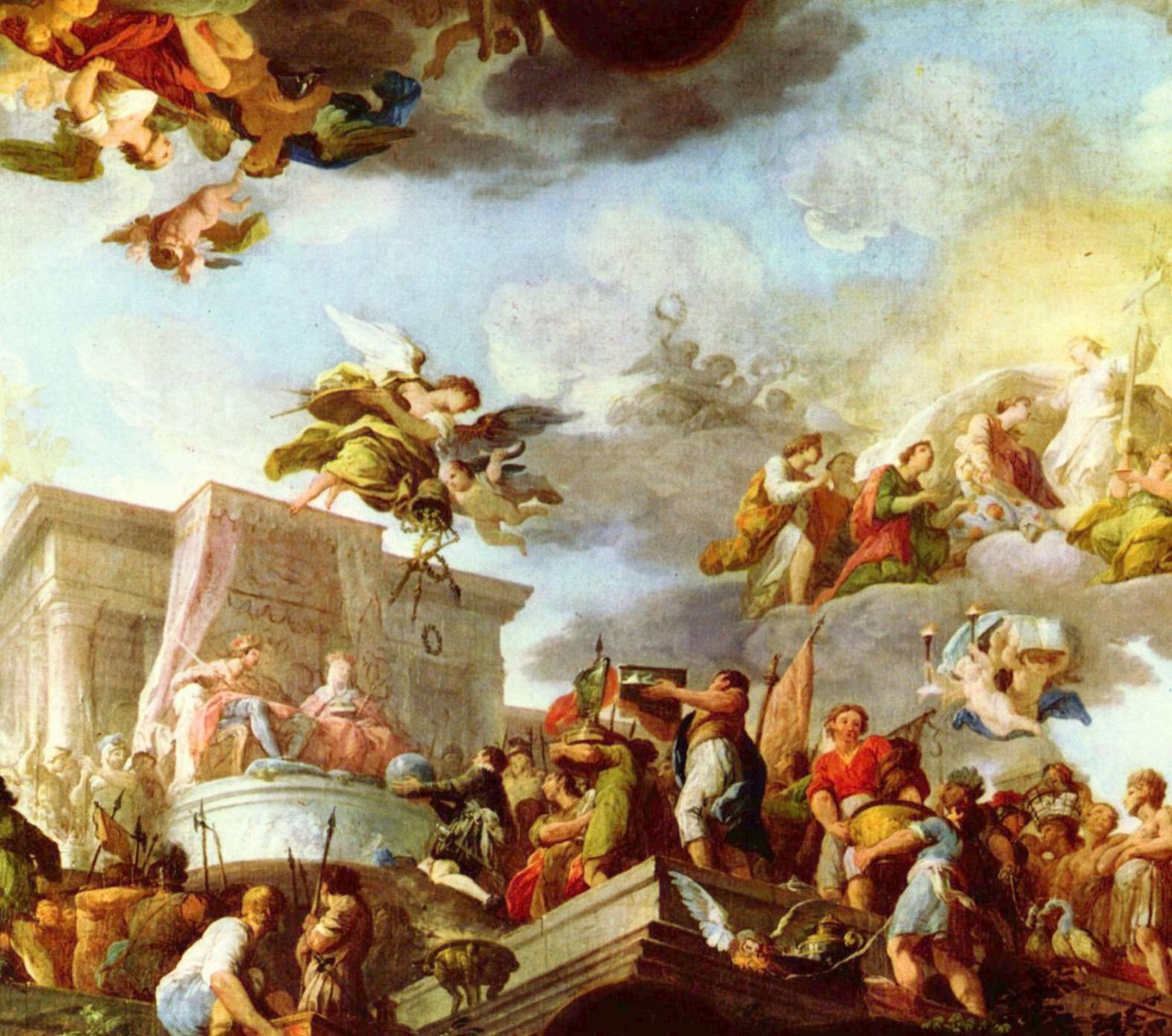
Allégorie de Antonio González Velázquez : Christophe Colomb présentant aux Rois très Catholiques le continent des Amériques.

L'« année cruciale » (en espagnol : Año crucial) est un terme employé dans l'historiographie espagnole pour désigner l'année 1492, considérée comme charnière dans le récit de l'histoire de l'Espagne moderne.

## Historique
L'année cruciale 1492 est l'année de la prise de Grenade (2 janvier) en Andalousie par les forces d'Isabelle de Castille et Ferdinand d'Aragon, ce qui marque la fin de la Reconquista.

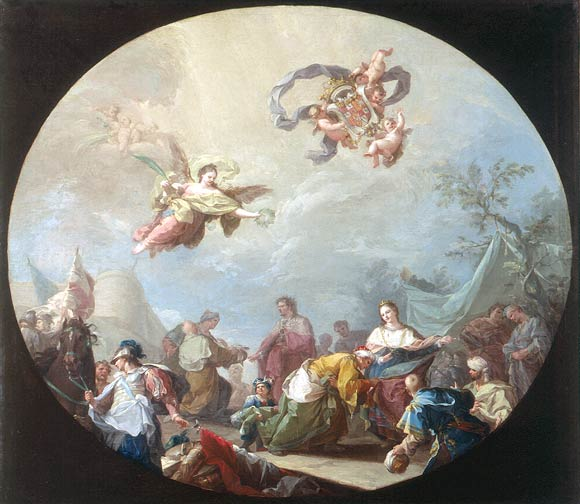
Allégorie de la naissance de l'Espagne, par Francisco Bayeu..

Cette année voit ensuite l'expulsion des Juifs séfarades d'Espagne par le décret de l'Alhambra (31 mars) qui les jette sur les chemins de l'exil et voue ceux qui restent aux persécutions de l'Inquisition. Certains vont contribuer à l'essor financier des Pays-Bas, alors sous domination espagnole, d'autres s'installent au Maghreb, au Portugal, en Italie ou en Méditerranée orientale : en tout, entre 150 000 et 200 000 Juifs s'exilent. Quelques années plus tard, les morisques et d'autres non-convertis sont expulsés à leur tour (en 1502, 1525, puis 1609). 
Ce décret de l'Alhambra va provoquer en particulier le départ des Juifs d'Espagne vers le Portugal, leur première destination. Selon les archives portugaises, le nombre de Juifs entrés au Portugal (principale destination en 1492) se monterait à 23 320 personnes. En 1496, les souverains espagnols forcent leur voisin portugais à expulser les Juifs et les Musulmans du Portugal. Les juifs qui fuient en Europe sont connus comme « Juifs portugais », qu'ils viennent du Portugal ou d'Espagne en étant passés par le Portugal. 
C'est aussi en cette année que fut publiée la première grammaire en langue vernaculaire en Europe, la Grammaire castillane, par Antonio de Nebrija (18 août).
Enfin, c'est l'année de la découverte de l'Amérique, du point de vue européen, par Christophe Colomb (12 octobre) au nom des Rois catholiques et du royaume d'Espagne, bien qu'il ne pensât avoir découvert qu'une nouvelle route vers les Indes.

### Célébration des cinq cents ans de l'année cruciale
L’année 1992 fut marquée en Espagne par de nombreux événements et célébrations pour célébrer les cinq cents ans de « l'année cruciale » : 
- l’Exposition universelle de Séville ;
- l'inauguration de la ligne de train à grande vitesse entre Madrid et Séville (la première en Espagne) ;
- les Jeux olympiques de Barcelone ;
- Madrid capitale européenne de la culture.

## Galerie

Sceau du tribunal du Saint-Office de l'Inquisition espagnole
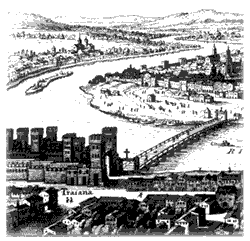
Château de Saint-Georges de Séville également appelé Château de l'Inquisition
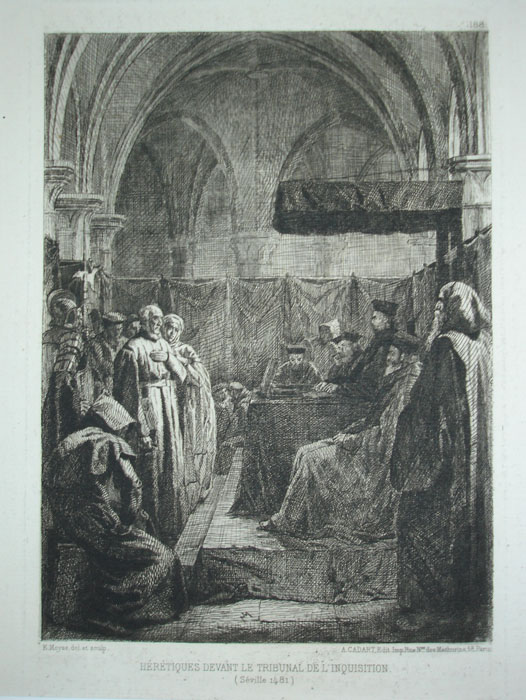
Hérétiques devant le tribunal de l'Inquisition (gravure)
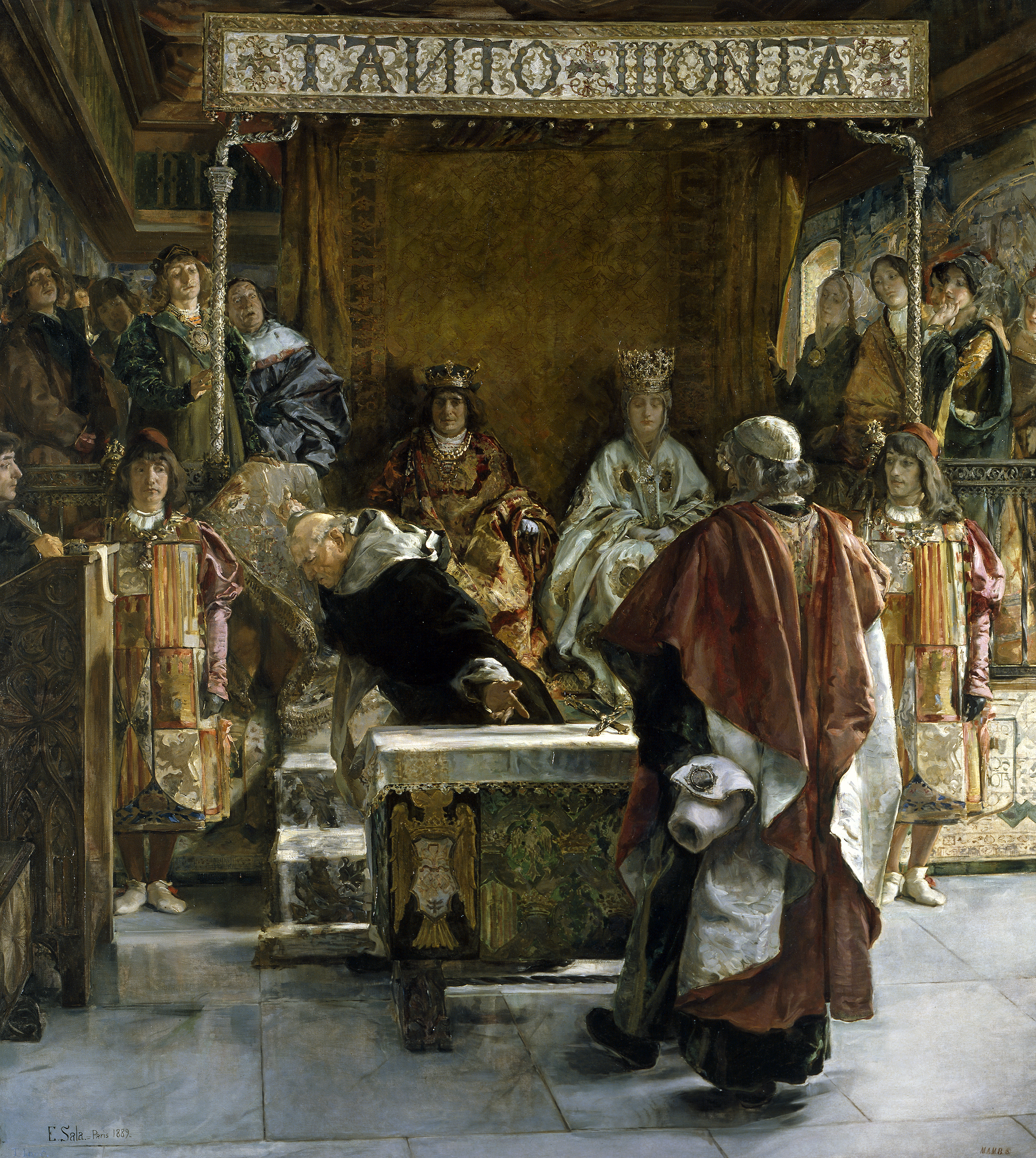
L'expulsion des Juifs d'Espagne par Emilio Sala
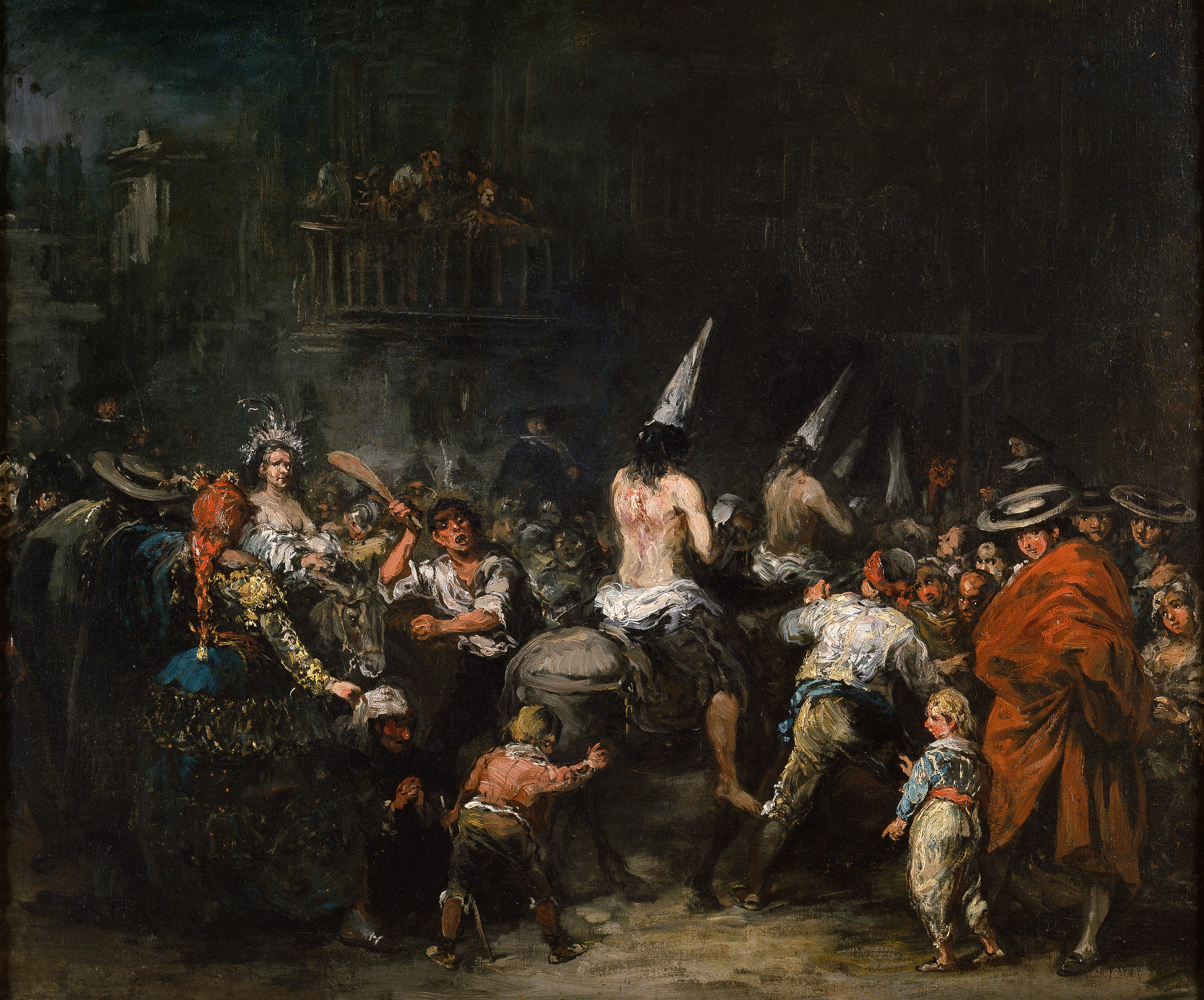
Condamnée par l'Inquisition par Eugenio Lucas Velázquez
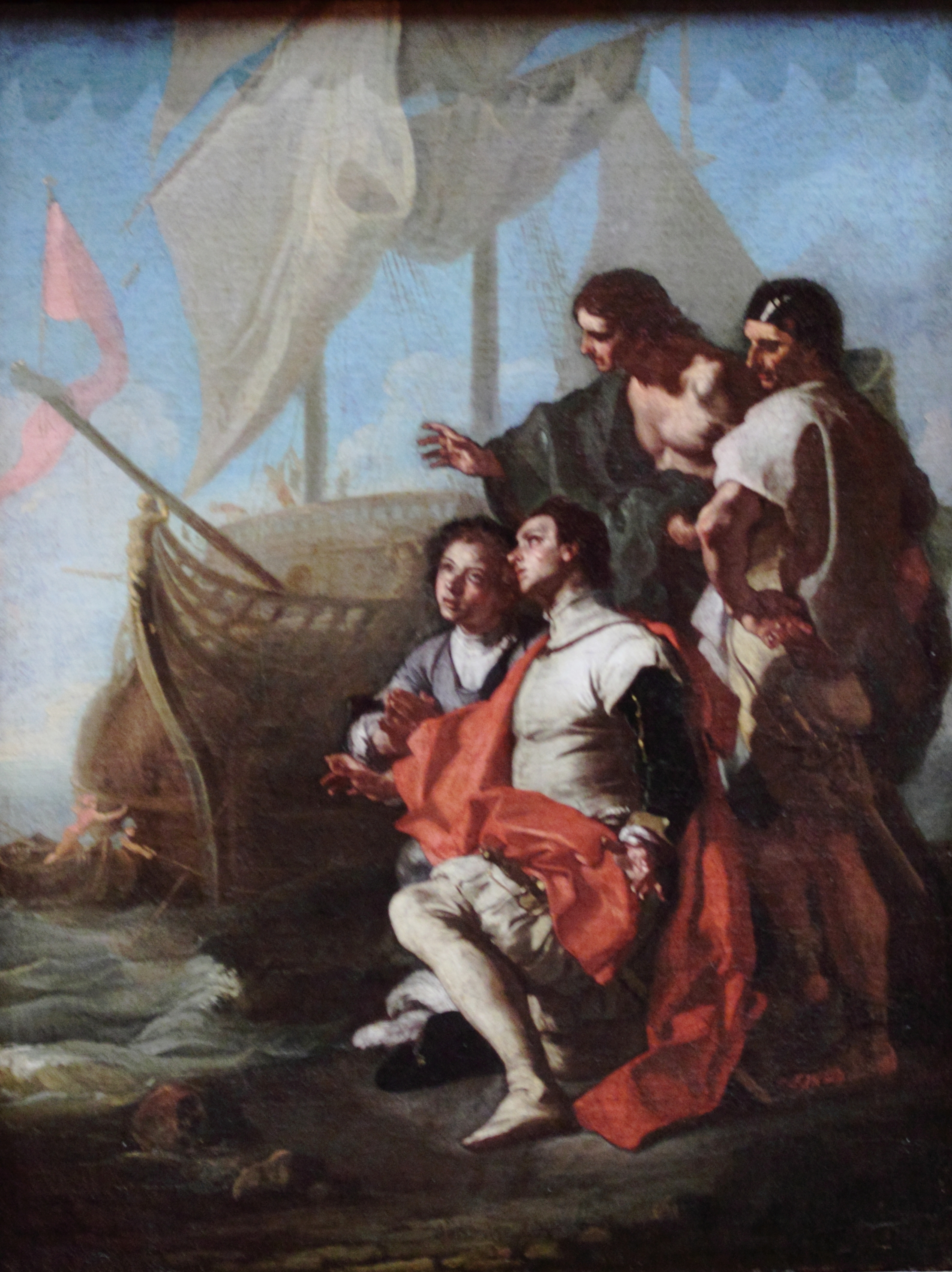
Christophe Colomb découvrant l'Amérique par Francesco Solimena